# Stazione di Candia Canavese
La stazione di Candia Canavese è una stazione ferroviaria posta sulla linea Chivasso-Aosta, è al servizio dell'omonimo comune.

## Storia
La stazione entrò in funzione il 5 novembre 1858, con l'attivazione della tratta Caluso–Ivrea della linea per Aosta.

## Strutture e impianti
Sono presenti due binari, ciascuno dei quali provvisto di banchina.
La stazione dispone di un fabbricato viaggiatori che si sviluppa su due piani e ospita al suo interno l'ufficio movimento.
A seguito della chiusura del FV all'utenza è stata installata una pensilina in metallo per l'attesa, munita di quadri informativi.

## Movimento
La stazione è servita da treni regionali effettuati da Trenitalia nell'ambito del contratto di servizio stipulato con la Regione Piemonte.

## Servizi
La stazione dispone di:
- Biglietteria automatica

## Interscambi
- Fermata autobus